# شينانو
شينانو  هي بلدية في اليابان، وبلدة في اليابان، تقع في ناغانو، ومقاطعة كاميمينوشي، بلغ عدد سكانها 8,017  نسمة وذلك حسب إحصائيات سنة 2018، تبلغ مساحتها 149.30 كيلومتر مربع.

## المناخ
يظهر الجدول التالي التغييرات المناخية على مدار السنة لشينانو:
| البيانات المناخية لـشينانو        | البيانات المناخية لـشينانو | البيانات المناخية لـشينانو | البيانات المناخية لـشينانو | البيانات المناخية لـشينانو | البيانات المناخية لـشينانو | البيانات المناخية لـشينانو | البيانات المناخية لـشينانو | البيانات المناخية لـشينانو | البيانات المناخية لـشينانو | البيانات المناخية لـشينانو | البيانات المناخية لـشينانو | البيانات المناخية لـشينانو | البيانات المناخية لـشينانو |
| الشهر                             | يناير                      | فبراير                     | مارس                       | أبريل                      | مايو                       | يونيو                      | يوليو                      | أغسطس                      | سبتمبر                     | أكتوبر                     | نوفمبر                     | ديسمبر                     | المعدل السنوي              |
| --------------------------------- | -------------------------- | -------------------------- | -------------------------- | -------------------------- | -------------------------- | -------------------------- | -------------------------- | -------------------------- | -------------------------- | -------------------------- | -------------------------- | -------------------------- | -------------------------- |
| متوسط درجة الحرارة الكبرى °م (°ف) | 1.1 (34.0)                 | 1.6 (34.9)                 | 5.4 (41.7)                 | 13.5 (56.3)                | 19.0 (66.2)                | 22.0 (71.6)                | 25.6 (78.1)                | 27.3 (81.1)                | 22.8 (73.0)                | 16.7 (62.1)                | 10.7 (51.3)                | 4.4 (39.9)                 | 14.2 (57.6)                |
| المتوسط اليومي °م (°ف)            | −3.2 (26.2)                | −2.9 (26.8)                | 0.6 (33.1)                 | 7.4 (45.3)                 | 12.9 (55.2)                | 17.0 (62.6)                | 20.8 (69.4)                | 22.1 (71.8)                | 17.7 (63.9)                | 11.2 (52.2)                | 5.1 (41.2)                 | −0.2 (31.6)                | 9.1 (48.4)                 |
| متوسط درجة الحرارة الصغرى °م (°ف) | −8.1 (17.4)                | −8 (18)                    | −4.3 (24.3)                | 1.7 (35.1)                 | 7.4 (45.3)                 | 12.8 (55.0)                | 17.2 (63.0)                | 18.3 (64.9)                | 13.7 (56.7)                | 6.5 (43.7)                 | 0.4 (32.7)                 | −4.7 (23.5)                | 4.4 (39.9)                 |
| الهطول مم (إنش)                   | 106.5 (4.19)               | 91.7 (3.61)                | 91.8 (3.61)                | 64.7 (2.55)                | 84.6 (3.33)                | 122.7 (4.83)               | 178.5 (7.03)               | 112.3 (4.42)               | 146.0 (5.75)               | 96.7 (3.81)                | 80.4 (3.17)                | 92.9 (3.66)                | 1٬268٫8 (49.96)            |
| متوسط تساقط الثلوج سم (إنش)       | 251 (99)                   | 212 (83)                   | 138 (54)                   | 17 (6.7)                   | 0 (0)                      | 0 (0)                      | 0 (0)                      | 0 (0)                      | 0 (0)                      | 0 (0)                      | 20 (7.9)                   | 162 (64)                   | 800 (314.6)                |
| ساعات سطوع الشمس الشهرية          | 90.6                       | 104.5                      | 135.3                      | 177.1                      | 179.6                      | 137.9                      | 135.5                      | 173.0                      | 119.7                      | 125.4                      | 113.3                      | 100.5                      | 1٬592٫4                    |
| المصدر:                           |                            |                            |                            |                            |                            |                            |                            |                            |                            |                            |                            |                            |                            |